# Атлетика на Универзијади 1963 — мушкарци
На III Летњој Универзијади 1963. која је одржана у Порто Алегру, Бразил од 30. августа до 8. септембра 1963, такмичење у атлетици се одвијало на стадиону Олимпико монументал.
У мушкој конкуренцији такмичило се у 19 дисциплина.
Највише успеха је имала репрезентација СССР која је освојила укупно 10 медаља од чега 8 златних, и 2 сребрне. Друга је репрезентација Уједињеног Краљевства такпђе са 10 медаља али 3 златне, 5 сребрних и 2 бронзане.
| Дисциплина    | Злато               | Сребро                       | Бронза                |
| ------------- | ------------------- | ---------------------------- | --------------------- |
| 100           | Enrique Figuerola   | Едвин Озолинс                | Ливио Берути          |
| 200           | Едвин Озолинс       | Дик Стејн                    | Ливио Берути          |
| 400           | Adrian Metcalfe     | Jochen Reske,                | Jacques Pennewaert    |
| 800           | Момору Моримото     | Џон Болтер                   | Norbert Haupert       |
| 1500          | Џон Ветон           | Момору Моримото              | Karl Eyerkaufer       |
| 5.000         | Леонид Иванов       | Бела Секереш                 | Рон Хил               |
| 110 препоне   | Анатолиј Михајлов   | Giorgio Mazza                | Мајк Хоган            |
| 400 препоне   | Роберто Финоли      | Мајк Хоган                   | Салваторе Морале      |
| 4x100 штафета | Мађарска            | Куба                         | Француска             |
| 4x400 штафета | Велика Британија    | Западна Немачка              | Италија               |
| Скок увис     | Валериј Брумел      | Мауро Бољати                 | Роберто Абугатас      |
| Скок мотком   | Генадиј Близњецов   | Ален Моро                    | Бернард Балестр       |
| Скок удаљ     | Игор Тер Овенесијан | Волфганг Клајн               | Карлос Дијаз Мартинез |
| Троскок       | Шатоши Шимо         | Александар Златарјев         | Луис Арета            |
| Бацање кугле  | Жигмонд Нађ         | Мајк Линдсеј                 | Дитер Урбах           |
| Бацање диска  | Гетано дала Прија   | Мајк Линдсеј                 | Дитер Урбах           |
| Кладиво       | Гендиј Кондрашов    | Ђула Зивотцки                | Масотоши Вакобајаши   |
| Бацање копља  | Јанис Лусис         | Херман Салмон                | Гергељи Kulcsár       |
| Десетобој     | Манферд Флугбајл    | Герд ЛосдерферХерман Саламон | -                     |

## Биланс медаља
| Плас. | Држава           | Злато | Сребро | Бронза | Укупно |
| ----- | ---------------- | ----- | ------ | ------ | ------ |
| 1     | Совјетски Савез  | 8     | 2      |        | 10     |
| 2     | Велика Британија | 3     | 5      | 2      | 10     |
| 3     | Италија          | 2     | 2      | 4      | 8      |
| 3     | Мађарска         | 2     | 2      | 1      | 5      |
| 5     | Јапан            | 2     | 1      | 1      | 4      |
| 6     | Западна Немачка  | 1     | 5      | 3      | 9      |
| 7     | Куба             | 1     | 1      | 1      | 3      |
| 8     | Француска        |       | 1      | 2      | 3      |
| 9     | Белгија          |       |        | 1      | 1      |
|       | Луксембург       |       |        | 1      | 1      |
|       | Перу             |       |        | 1      | 1      |
|       | Шпанија          |       |        | 1      | 1      |
|       | Укупно           | 19    | 19     | 18     | 56     |